# Евробалканско поетическо убежище
Евробалканското поетическо убежище (на гръцки: Ευρωβαλκανικό Άσυλο Ποίησης) е комплекс къщи в преспанското село Рудари, днес Калитеа, Гърция. В 2005 година комплексът е обявена за паметник на културата, като „забележителен архитектурен ансамбъл, който представлява специален обществен и научен интерес“.